# Keeten
Het Keeten of Keten is een voormalige zeearm in de Zeeuwse delta. Het water scheidt Tholen van Schouwen-Duiveland en is samen met het Mastgat en het Zijpe onderdeel van de verbinding tussen de Grevelingen en de Krammer in het noorden en de Oosterschelde in het zuiden.
Het Keeten staat open in verbinding met de Oosterschelde en kent daarom ook getijden. Het water is zout.
Het vaarwater wordt gebruikt door binnenvaartschepen tot CEMT-klasse VIb en pleziervaart.
Het water is vernoemd naar zoutketen nabij Ouwerkerk op de kust van Duiveland. Deze houten keten, die werden gebruikt bij het darinkdelven, waren voor schippers een steun bij het navigeren.
Het Keeten is onderdeel van het Natura 2000-gebied Oosterschelde en ook van het Nationaal Park Oosterschelde.